# Lago degli Ozarks
Il lago degli Ozarks è un bacino idrico creato confinando il fiume Osage nella parte settentrionale degli Ozarks, nel Missouri centrale. Una porzione dei tre affluenti più piccoli dell'Osage è inclusa nel bacino di raccolta: il fiume Niangua, Grandglaize Creek e Gravois Creek.
Il lago ha una superficie di 54 000 acri (220 km²) 1,150 miglia (1,851 km) di litorale. Il canale principale del braccio Osage si estende per 92 miglia (148 km) da un capo all'altro. L'area di drenaggio totale è di oltre 14 000 miglia quadre (36 000 km²). La particolare forma a serpente del lago gli ha attribuito il soprannome di "Puff The Magic Dragon", che a sua volta ha ispirato i nomi delle istituzioni locali come The Magic Dragon Street Meet.

## Storia
Una centrale idroelettrica sul fiume Osage fu ideata per la prima volta dal costruttore di Kansas City Ralph Street nel 1912 il quale mise insieme i finanziamenti iniziali e iniziò a costruire strade, ferrovie e le infrastrutture necessarie per iniziare la costruzione della diga, con un piano per includere un lago molto più piccolo. A metà degli anni '20, i finanziamenti si esaurirono e abbandonò il progetto.
Il lago è stato creato dalla costruzione del Bagnell Dam della Union Electric Company di St. Louis, Missouri lungo 775 metri. La principale società ingegneristica fu Stone e Webster. La costruzione iniziò l'8 agosto 1929 fu completata nell'aprile 1931 e raggiunse l'altezza del canale di scarico il 20 maggio 1931. Durante la costruzione, il lago fu chiamato Osage Reservoir o Lake Osage. L'Assemblea Generale del Missouri lo chiamò ufficialmente Lake Benton in onore del senatore Thomas Hart Benton, ma nessuno dei nomi fu poi utilizzato, in quanto prese il nome dalla sua posizione al margine settentrionale degli Ozarks.
La centrale elettrica, tuttavia, viene ancora definita dalla società di servizi "la centrale idroelettrica di Osage". Alcune fonti indicano che più di 20 città, villaggi e insediamenti si allagarono per creare il lago, (ricerche successive indicano che il numero effettivo fosse più vicino ad otto). Altri siti invece, erano stati precedentemente abbandonati o trasferiti per lasciare il posto al lago, altri si trovavano su un terreno abbastanza elevato da non risentire della creazione del lago.
Al momento della costruzione, il Lago degli Ozarks era il più grande lago artificiale degli Stati Uniti e uno dei più grandi del mondo. È stato creato per fornire energia idroelettrica ai clienti di Union Electric, ma è diventato rapidamente un'importante destinazione turistica. La maggior parte del suo litorale è di proprietà privata a differenza di molti laghi di controllo inondazioni nella regione, che sono stati costruiti dal Corpo degli ingegneri dell'esercito americano. L'elevazione della superficie relativamente stabile ha creato condizioni adatte per dare il via alla costruzione di abitazioni private a pochi metri dalla costa, infatti vi sono oltre 70.000 case lungo il lago, molte delle quali sono case vacanza.
Il lago è oggi un'importante area di villeggiatura e oltre 5 milioni di persone lo visitano ogni anno.
Nel 2011 la Federal Energy Regulatory Commission (FERC), Commissione Federale per la regolamentazione dell'energia, ha rinnovato il contratto di locazione per la centrale elettrica gestita da Ameren Missouri. Nel processo, FERC determinò che le numerose case e strutture stavano invadendo i terreni in violazione delle norme federali. Secondo il Boston Globe, questo problema "ha scatenato il panico nelle comunità sul lungolago della zona e ha portato a una crescente battaglia tra i regolatori, una società di servizi, avvocati terrieri e la delegazione congressuale dello stato".

## Geografia
Il Lago degli Ozarks si trova all'interno delle Ozark Mountains con la diga (Diga Bagnell) ad un'altitudine di 659 piedi (201 m). Si trova nel Missouri centrale sull'altopiano di Salem degli Ozarks e si estende su quattro contee del Missouri, dalla contea di Benton a ovest attraverso le contee di Camden e Morgan fino alla contea di Miller a est.
Il bacino idrico confina alla sua estremità nord-orientale con la diga di Bagnell ed il fiume Osage è sia il suo affluente che suo emissario principale. Lungo e di forma sinuosa, il lago è costituito dal principale Canale del Fiume Osage lungo 150 km così come da diversi bracci, ciascuno alimentato da un diverso affluente. Il braccio sudoccidentale è alimentato dai fiumi Niangua e Little Niangua, il braccio sud-orientale da Grandglaize Creek, e il braccio settentrionale da numerosi corsi d'acqua tra cui Gravois, Indian e Little Gravois. Anche affluenti più piccoli si riversano nel lago, creando numerose piccole insenature e rientranze sulla sua riva. Di conseguenza, il lago compre circa 1 150 miglia (1 850 km) del litorale.
La US Route 54 percorre est-ovest attraverso il braccio sud-occidentale del bacino idrografico e quindi generalmente nord-est-sud-ovest lungo il suo litorale orientale, attraversando il braccio sud-orientale a Osage Beach . La Missouri Route 5 percorre generalmente da nord a sud lungo la costa occidentale del lago, attraversando il canale principale sul Hurricane Deck. LaMissouri Route 7 percorre generalmente nord-ovest-sud-est a sud-ovest del lago, attraversando il braccio sud-ovest. La Route 134 del Missouri percorre sud-est dalla US 54 a nord di Osage Beach fino al capolinea meridionale del Lago di Ozarks State Park. Inoltre, una rete di rotte statali supplementari fornisce l'accesso a vari punti lungo la riva del lago.
Numerosi insediamenti si trovano vicino o proprio sul lago di Ozarks. Con una popolazione di 4,570 abitanti, la città più grande è Osage Beach, che si trova dove il braccio sud-orientale del lago si unisce al canale principale. La seconda città più grande è la Camdenton, situata a poche miglia a est del braccio sud-occidentale. Il comune di Lake Ozark si trova immediatamente a nord della spiaggia di Osage e appena a sud della diga di Bagnell. Altre comunità più piccole lungo o vicino al lago includono (da est a ovest): Kaiser, Lakeside, Linn Creek, Village of Four Seasons, Rocky Mount, Sunrise Beach, Hurricane Deck, Gravois Mills, Laurie e Lakeview Heights.

## Idrografia
Il Lago degli Ozarks ha una capacità di stoccaggio di circa 1 927 000 piede acro (2,377×109 m³). Se riempito a quel volume, ha un'elevazione della superficie di 660 piedi (200 m) e occupa una superficie di circa 54 000 acri (220 km²). Il lago raramente raggiunge l'elevazione della superficie di oltre 5 piedi (1,5 m). Poiché è stato costruito per la produzione di energia, e non per il controllo delle inondazioni, il lago ha solo una limitata capacità di controllo delle inondazioni.
A causa del suo grande volume e della sua superficie, varie fonti identificano il Lago degli Ozark come il più grande serbatoio del Missouri o il secondo più grande dopo il Truman Reservoir.

## Infrastruttura

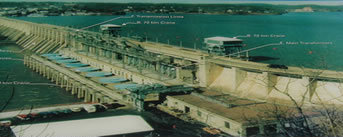
Diga di Bagnell

A novembre 2018 il Lake Ozark Fire District ha acquistato una nave antincendio da 500000 $.
I ponti precedentemente sul lago includono quanto segue:
- Grand Glaize Bridge - Sostituito da due ponti a trave.
- Hurricane Deck Bridge - Sostituito nel 2014
- Ponte di Niangua - Sostituito da un ponte di trave.
- Niangua Arm US 54 Bridge - Sostituito da un ponte a trave.

## Gestione
La diga di Bagnell è gestita da Ameren Missouri, successore di Union Electric, sotto l'autorità di un permesso rilasciato dalla Federal Energy Regulatory Commission. Ameren Missouri è responsabile della gestione sia del litorale che dei livelli delle acque del lago. Tutta la terra che circonda il lago, che si trova all'interno del confine del progetto definito dalla FERC, è sotto la giurisdizione dell'azienda. Qualsiasi miglioramento del litorale, inclusi moli, dighe e altre strutture, richiede l'autorizzazione di Ameren Missouri prima della costruzione.

## Turismo e divertimento

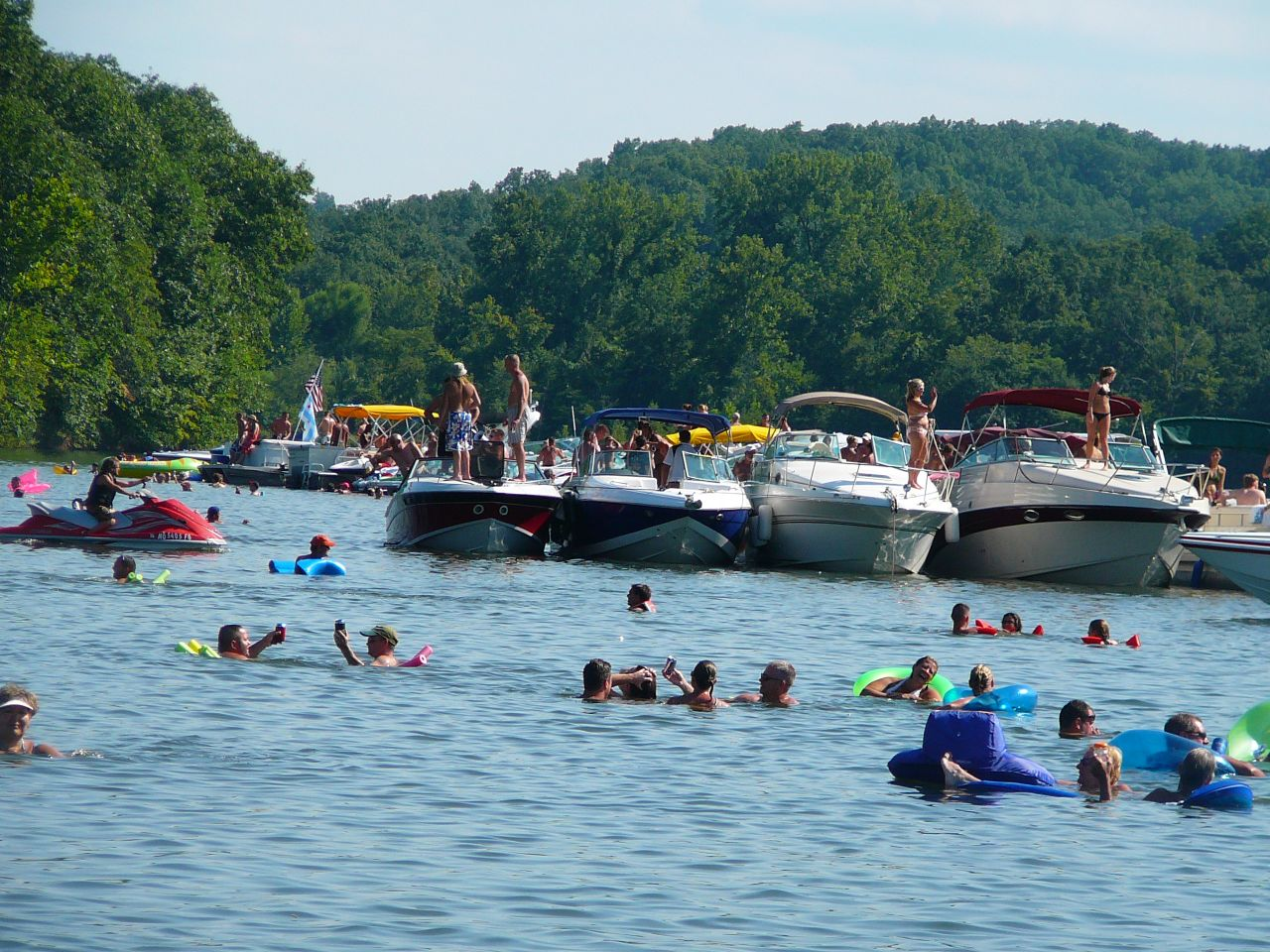
Anderson Hollow Cove, noto informalmente come Party Cove, nel 2007.

Durante i lavori di scavo per il lago durante gli anni '20, 17 500 acri (71 km²) di terreno furono messi da parte per un parco nazionale lungo il Braccio Grand Glaize del lago. Nel 1946, questa terra fu acquisita dallo Stato del Missouri per Lake of the Ozarks State Park, il più grande parco statale del Missouri. Un altro parco statale sulle rive del lago è Ha Ha Tonka State Park sul braccio Niangua del lago.
Il Lake of the Ozarks State Park ospita Party Cove, un luogo di ritrovo che uno scrittore del New York Times ha definito il "più antico baccanale galleggiante stabilito nel paese". Il Missouri State Water Patrol ha stimato che la baia attira fino a 3.000 imbarcazioni durante il fine settimana del 4 luglio.
Durante la pandemia di COVID-19, il Lago degli Ozark divenne famoso quando il Memorial Day (25 maggio 2020) una grande folla si radunò sul lago..

## Eventi
AquaPolooza si svolge ogni luglio: i partecipanti si radunano su gommoni. La musica dal vivo di solito viene suonata da mezzogiorno alle 17:00 quando i diportisti collegano le loro barche tra loro.
Alla fine di ogni estate, il Lago degli Ozarks organizza un evento chiamato "The Shootout". È il più grande evento annuale di corse di motoscafi che si sviluppa su un percorso di tre miglia.

## Media

### Radio
| Frequenza                 | Indicativo di chiamata | soprannome              | Formato                  | Proprietario                                      | Città di licenza  | Sito web |
| ------------------------- | ---------------------- | ----------------------- | ------------------------ | ------------------------------------------------- | ----------------- | -------- |
| 89.3FM                    | Kirl                   | 89.3 Big KIRL           | Oldies                   | Full Smile, Inc.                                  | Osage Beach, MO   |          |
| 90.3FM                    | KCRL                   |                         | Religione                | Bott Radio                                        | Sunrise Beach, MO | [ 18 ]   |
| 91.7FM                    | KCVO-FM                | Spirit FM               | Cristiano Contemporaneo  | Fondazione educativa per la trasmissione del lago | Camdenton, MO     | [ 19 ]   |
| 92.7FM                    | KLOZ                   | Mix 92.7                | AC calda                 | Benne Broadcasting Company, LLC                   | Eldon, MO         | [ 20 ]   |
| 93.5FM                    | KMYK                   | 93.5 Rocks the Lake     | Rock classico            | Viper Communications, Inc.                        | Osage Beach, MO   | [ 21 ]   |
| 95.1FM                    | KTKS                   | KS95                    | Nazione                  | Benne Broadcasting Company, LLC                   | Versailles, MO    | [ 22 ]   |
| 97.1FM                    | KAYQ                   | Il lago                 | Paese classico           | Valkyrie Broadcasting, Inc.                       | Warsaw, MO        | [ 23 ]   |
| 97.5FM / 103.3FM / 1150AM | KRMS                   | NewsTalk KRMS           | Parlare                  | Viper Communications, Inc                         | Osage Beach, MO   | [ 24 ]   |
| 98.7FM                    | K254BE                 | 98.7 The Cove           | Contemporaneo per adulti | Viper Communications, Inc.                        | Osage Beach, MO   | [ 25 ]   |
| 100.9FM                   | KCKP                   | The Pulse Channel       | Christian Rock           | Fondazione educativa per la trasmissione del lago | Laurie, MO        | [ 26 ]   |
| 101.9FM                   | KZWV                   | 101.9 The Wave          | Contemporaneo per adulti | Zimmer Radio di Mid-Missouri, Inc.                | Eldon, MO         | [ 27 ]   |
| 102.7FM                   | KQUL                   | Classic Hits Cool 102.7 | Hit classici             | Benne Broadcasting Company, LLC                   | Lago Ozark, MO    | [ 28 ]   |
| 104.9FM                   | K285ER                 | Paese classico 104.9    | Paese classico           | Viper Communications, Inc.                        | Osage Beach, MO   | [ 29 ]   |
| 107.9FM                   | KCLQ                   | 107.9 Il Coyote         | Nazione                  | Go Productions, LLC                               | Lebanon, MO       | [ 30 ]   |

### Televisione
| Visualizza canale | Rete  | Call Sign | Proprietario             | Città di licenza         | Sito web |
| ----------------- | ----- | --------- | ------------------------ | ------------------------ | -------- |
| 49.1              | VOLPE | KRBK      | Koplar Communications    | Osage Beach, Missouri    | [ 31 ]   |
| 49,2              | Me-TV | KRBK      | Koplar Communications    | Osage Beach, Missouri    | [ 31 ]   |
| 49.4              | Film! | KRBK      | Koplar Communications    | Osage Beach, Missouri    | [ 31 ]   |
| 13.1              | CBS   | KRCG      | Sinclair Broadcast Group | Jefferson City, Missouri |          |